# Karl Ludwig Röslin
Karl Ludwig Christoph Röslin (* 26. Februar 1749 in Stuttgart; † 24. April 1829 in Brackenheim) war ein deutscher Verwaltungsbeamter.

## Leben
Röslin studierte 1766 bis 1769 an der Universität Tübingen und wurde 1771 Kanzleiadvokat, 1775 Oberamtmann sowie Keller und geistlicher Verwalter in Gochsheim, 1795 Oberamtmann des Oberamts Urach mit Hofratscharakter, 1810 Oberamtmann des Oberamts Leonberg mit dem Titel Hofrat. 1812 wurde er zum Kriminaltribunalrat ernannt. Als Oberjustizrat beim Kriminalgericht für den Neckar- und Schwarzwaldkreis in Esslingen wurde er 1818 in den Ruhestand versetzt.